# Gawker
Gawker era un blog con sede a New York che definiva sé stesso come "la fonte per ogni notizia e gossip quotidiana di Manhattan" e concentrava la propria attenzione sulle celebrità e sul mondo dei mass media
Fondato nel 2003, Gawker era il principale blog del gruppo Gawker Media di Nick Denton. Gawker ha generato la nascita di altri blog, fra cui Defamer, dedicato all'area di Los Angeles, e Valleywag, sulla Silicon Valley. In seguito all'incorporazione di questi blog nello stesso Gawker.com, il sito ha adattato il proprio slogan con  "Gossip from Manhattan and the Beltway to Hollywood and the Valley".
Fra i più celebri scoop di cui si è reso protagonista il blog si possono citare: un filmato di Tom Cruise legato a Scientology, la pubblicazione di alcune e-mail private di Sarah Palin, un filmato hardcore amatoriale di Eric Dane e della moglie Rebecca Gayheart, insieme alla reginetta di bellezza Kari Ann Peniche, la diffusione di un filmato tra il wrestler Hulk Hogan e Heather Clem (ex moglie del wrestler Todd Alan Clem, noto come "Bubba the Love Sponge").

## Fallimento
Il 10 giugno 2016, a seguito del risarcimento milionario nella causa intentata da Hulk Hogan, Gawker Media ha dichiarato fallimento.
Il 18 agosto 2016, Gawker Media ha annunciato che il blog di punta, gawker.com, avrebbe cessato i servizi la settimana seguente.